# Jabalquinto
Jabalquinto település Spanyolországban, Jaén tartományban. Jabalquinto Bailén, Linares, Torreblascopedro, Mengíbar és Espeluy községekkel határos. Lakosainak száma 1961 fő (2024).

## Népesség
A település népessége az elmúlt években az alábbi módon változott:
| Lakosok száma | 2533 | 2420 | 2408 | 2351 | 2335 | 2250 | 2114 | 2039 | 1968 | 1961 |
|               | 2001 | 2004 | 2007 | 2009 | 2012 | 2014 | 2017 | 2019 | 2022 | 2024 |